# Soy un prófugo
Soy un prófugo és una pel·lícula de comèdia mexicana de 1946 dirigida per Miguel M. Delgado i protagonitzada per Cantinflas, Emilia Guiú, Carmelita González i Daniel "Chino" Herrera. Està doblada al català.

## Argument
Un conserge d'un gran banc és acusat d'haver fet un atracament important i obligat a convertir-se en fugitiu mentre busca els veritables culpables.

## Repartiment
- Cantinflas com Cantinflas
- Emilia Guiú com Raquel
- Daniel "Chino" Herrera com Carmelo
- Agustín Isunza com Emilio Blanco
- Rafael Alcayde com cap de la banda de malfactors
- Carmelita González com Rosita
- José Elías Moreno com El Pin-Pon / Gargantúa